# About Face
About Face és el segon àlbum d'estudi en solitari del guitarrista i cantant anglès David Gilmour, més conegut per ser un dels integrants de Pink Floyd (de 1968 en endavant). Publicat el 5 de març de 1984 per Harvest al Regne Unit i Columbia als Estats Units, un dia abans del 38è aniversari de Gilmour. Coproduït per Bob Ezrin i Gilmour, l'àlbum va ser gravat a França el 1983 a l'estudi Pathé Marconi, a Boulogne-Billancourt, França. Les lletres de dues cançons, "All Lovers Are Deranged" i " Love on the Air ", van ser escrites per Pete Townshend de The Who. La versió de Townshend de "All Lovers Are Deranged" apareix al seu àlbum recopilatori en solitari Scoop 3 (2001).
L'àlbum va rebre crítiques positives i va arribar al número 21 de la llista d'àlbums del Regne Unit i al número 32 de la llista dels 200 millors àlbums de Billboard dels Estats Units. Es van publicar dos senzills: "Blue Light" va arribar al número 62 als Estats Units, mentre que "Love on the Air" no va arribar a les llistes d'èxits. Igual que l'àlbum d'estudi de debut homònim de Gilmour, About Face va ser certificat com a disc d'or per la RIAA. Un CD remasteritzat i reeditat va ser publicat el 2006 per EMI a Europa i Columbia per a la resta del món.
L'àlbum va ser gravat amb l'enginyer Andy Jackson en un moment en què el futur de Pink Floyd era incert. Va ser mesclat per James Guthrie als estudis Mayfair de Londres, Anglaterra.
Gilmour va dir que volia prendre's el seu temps i fer "un àlbum realment bo" i "aconseguir els millors músics del món que pogués aconseguir per tocar amb mi". Entre els músics de l'àlbum hi ha el bateria Jeff Porcaro, el baixista Pino Palladino, el teclista de Deep Purple Jon Lord, els coristes Roy Harper i Sam Brown, l'arranjador orquestral Michael Kamen (que també havia treballat a The Pros and Cons of Hitch Hiking, The Final Cut i The Wall ) i el teclista Steve Winwood.
Una altra peça musical escrita per a l'àlbum no va ser utilitzada per Gilmour. Va demanar a Roy Harper i, per separat, a Pete Townshend, que proporcionessin la lletra, però va considerar que els missatges proporcionats no eren amb els quals es pogués identificar. Harper va utilitzar posteriorment la melodia, amb la seva lletra, com a "Hope", al seu tretzè àlbum d'estudi, Whatever Happened to Jugula? (1985). Townshend la va fer servir amb la lletra de "White City Fighting", que té un tempo notablement més ràpid, al seu quart àlbum d'estudi en solitari White City: A Novel (1985), en què participa Gilmour.
El nou àlbum va venir acompanyat per una nova gira per part de Gilmour (i un grup de músics acompanyant-lo), consolidant al cantant com a compositor i artista independent.
Del disc en van sorgir dos senzills: "Blue Light" (amb "Cruise" com a cara B) i "Love On The Air" (amb "Let's Metaphysical" com a cara B).

## Llista de cançons
- Totes les cançons ha estat compostes per David Gilmour, excepte on s'indica el contrari:

1. "Until We Slip"
2. "Murder"
3. "Love On The Air" (Gilmour / Townshend)
4. "Blue Light"
5. "Out Of The Blue"
6. "All Lovers Are Deranged" (Gilmour / Townshend)
7. "You Know I'm Right"
8. " Cruise"
9. "Let's Get Methaphysical"
10. "Near The End"

## Músics
- David Gilmour - guitarra i veu
- Jeff Porcaro - bateria i percussions
- Pino Palladino - baix
- Ian Kewley - òrgan i piano
- Steve Winwood - òrgan i piano
- Anne Dudley - sintetitzador
- Bob Ezrin - teclats
- Louis Jardine - percussions
- Ray Cooper - percussions
- Jon Lord - sintetitzador
- Pete Townshend - lletres de "Love On The Air" i "All Lovers Are Deranged"

## Crèdits
- Gravació d'orquestra - Eric Tomlinson
- Arranjaments - Bon Ezrin i Michael Kamen
- Producció - Bob Ezrin i David Gilmour
- Mescles - James Guthrie
- Assistents - Bob Parr, Ollie Fitzjones i Robert Hrycyna
- Col·laboradors - Robert Hrycyna, Simon Sullivan, Mark Frank i Kevin Whyte
- Equip - Phil Taylor
- Caràtula - STD (Storm Thorgerson Desing)